# Stiamo come stiamo/Dormitorio pubblico
Stiamo come stiamo/Dormitorio pubblico è un 45 giri delle sorelle cantanti italiane di musica leggera Loredana Bertè e Mia Martini, pubblicato nel 1993 dall'etichetta discografica Columbia.

## I brani
Il brano, scritto da Loredana Berté e da Maurizio Piccoli, vede per la prima volta le due sorelle calabresi in duetto sul palco del Festival di Sanremo 1993, dove si classifica 14º e penultimo.
Anni dopo, Pippo Baudo raccontò che Mia aveva accettato di partecipare alla kermesse sanremese solo per dare una mano a Loredana, che stava attraversando un momento difficile. Tra le due, inoltre, non ci fu feeling musicale: della canzone vennero preparate ben 19 versioni e le due artiste non si accordarono su quale eseguire, ed il risultato fu che sostanzialmente misero in scena due pezzi diversi. La Martini confidò al conduttore: «Si vede e si sente lontano un miglio che non andiamo d’accordo nemmeno sul piano musicale, di fatto io cantavo una canzone e lei un’altra completamente diversa, un duetto assurdo» e alla Bertè disse: «Senza di te sarei arrivata prima» e per molto tempo non le rivolse più la parola.

## Lato b
Dormitorio pubblico, brano scritto dagli stessi autori, era il lato b del disco, precedentemente interpretato da Anna Melato.
Entrambi i brani erano inclusi nell'album Ufficialmente dispersi. Il singolo è il primo delle cantanti ad essere stampato anche su CD, col codice COL 659007 1, nonché l'ultimo ad essere pubblicato su vinile. In questo caso, per la prima volta nella storia discografica dell'artista, il singolo non entrò nella classifica dei primi 30.

## Tracce
Lato A
1. Stiamo come stiamo – 4:10 (L. Berté, M. Piccoli)

Lato B
1. Dormitorio pubblico – 4:17 (L. Berté, M. Piccoli)